# 広州路駅
広州路駅（こうしゅうろえき、中文表記: 广州路站、英文表記: Guangzhou Road Station）は、中華人民共和国四川省成都市双流区(天府新区)にある成都軌道交通1号線の駅。駅番号は0131で、2018年3月18日に開業。

## 概要
蜀州路と厦門路東段の交差点の南側に位置し、蜀州路に沿って南北方向に配置されており、付近の広州路から命名された。
中国西部国際博覧城の南門の付近にあることから、訪問者の利便性を考慮し、駅名の後に西博城南と案内している。

## 駅構造
地下2階に1面2線の島式ホームがある。プラットホームの右線の長さは482.021m、左線の長さは484.352m 。
| 地上                         |                             | 出入口                     |  |
| 地下 1階                     | コンコース                  | 保安検査、自動券売機、売店 |  |
| 地下 2階                     |                             |                            |  |
|                              | ■1号線韋家碾方面（西博城）  |                            |  |
| 島式ホーム，左側のドアが開く |                             |                            |  |
|                              | ■1号線科学城方面 （興隆湖） |                            |  |

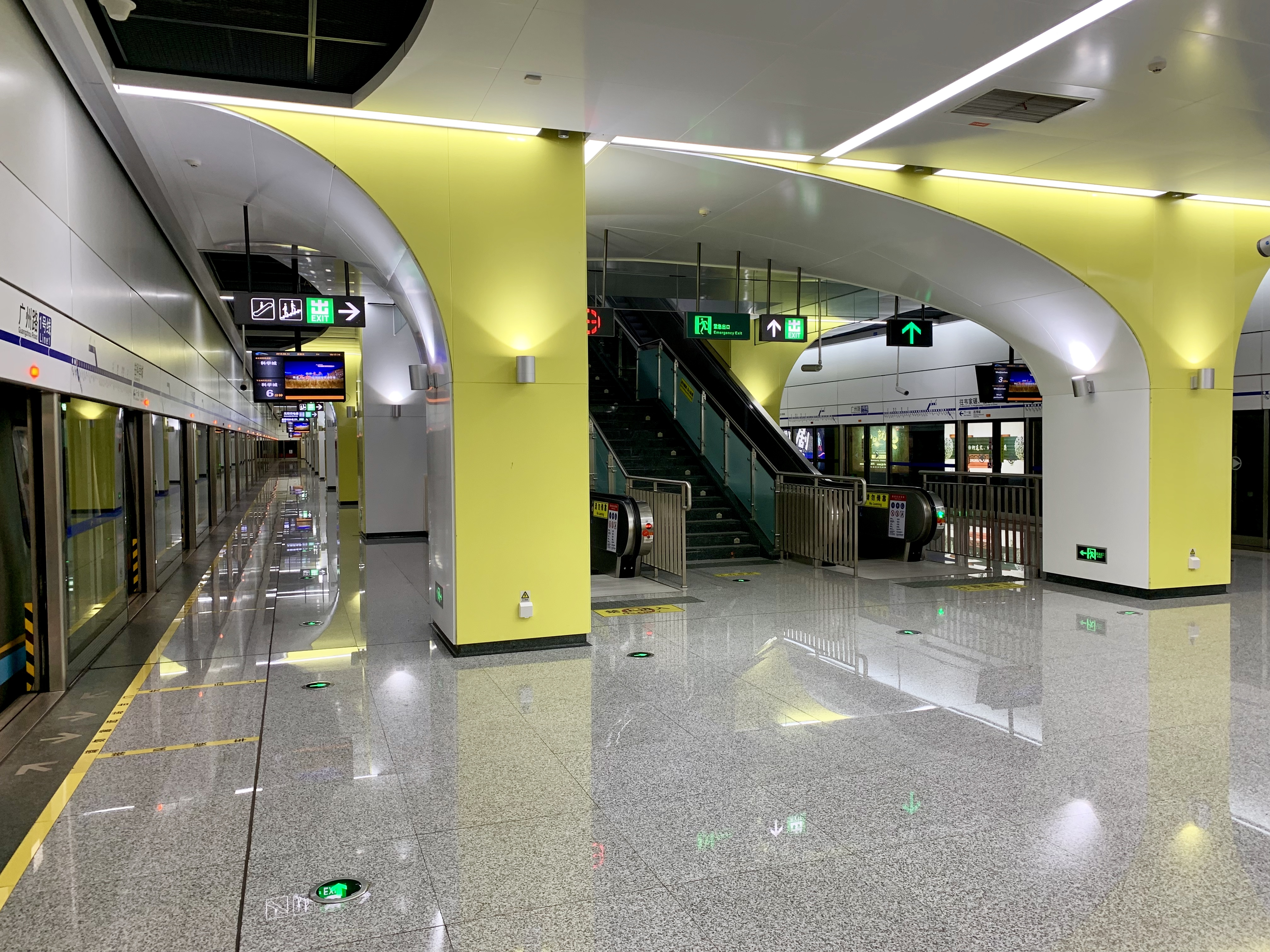
プラットホーム
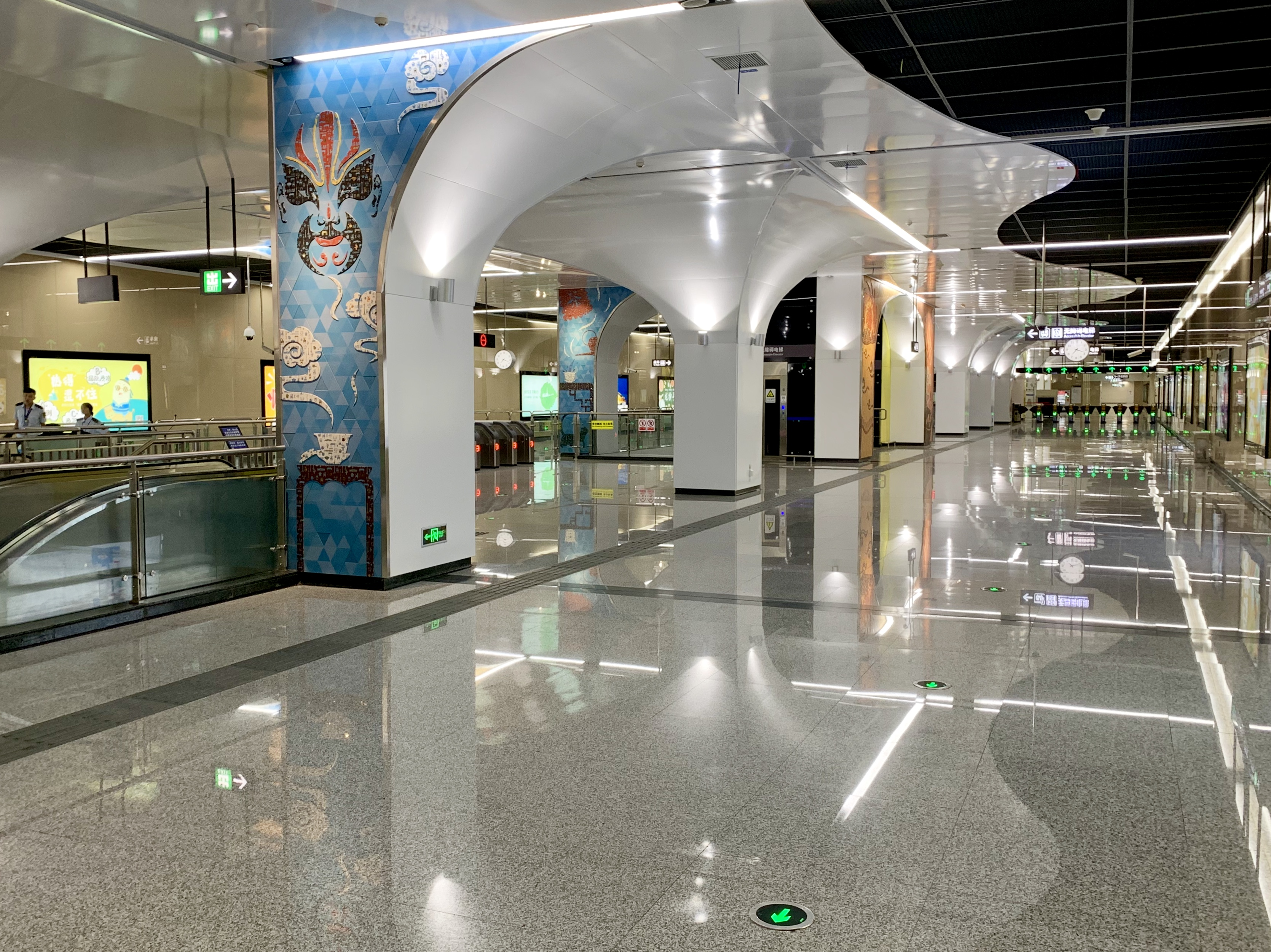
コンコース
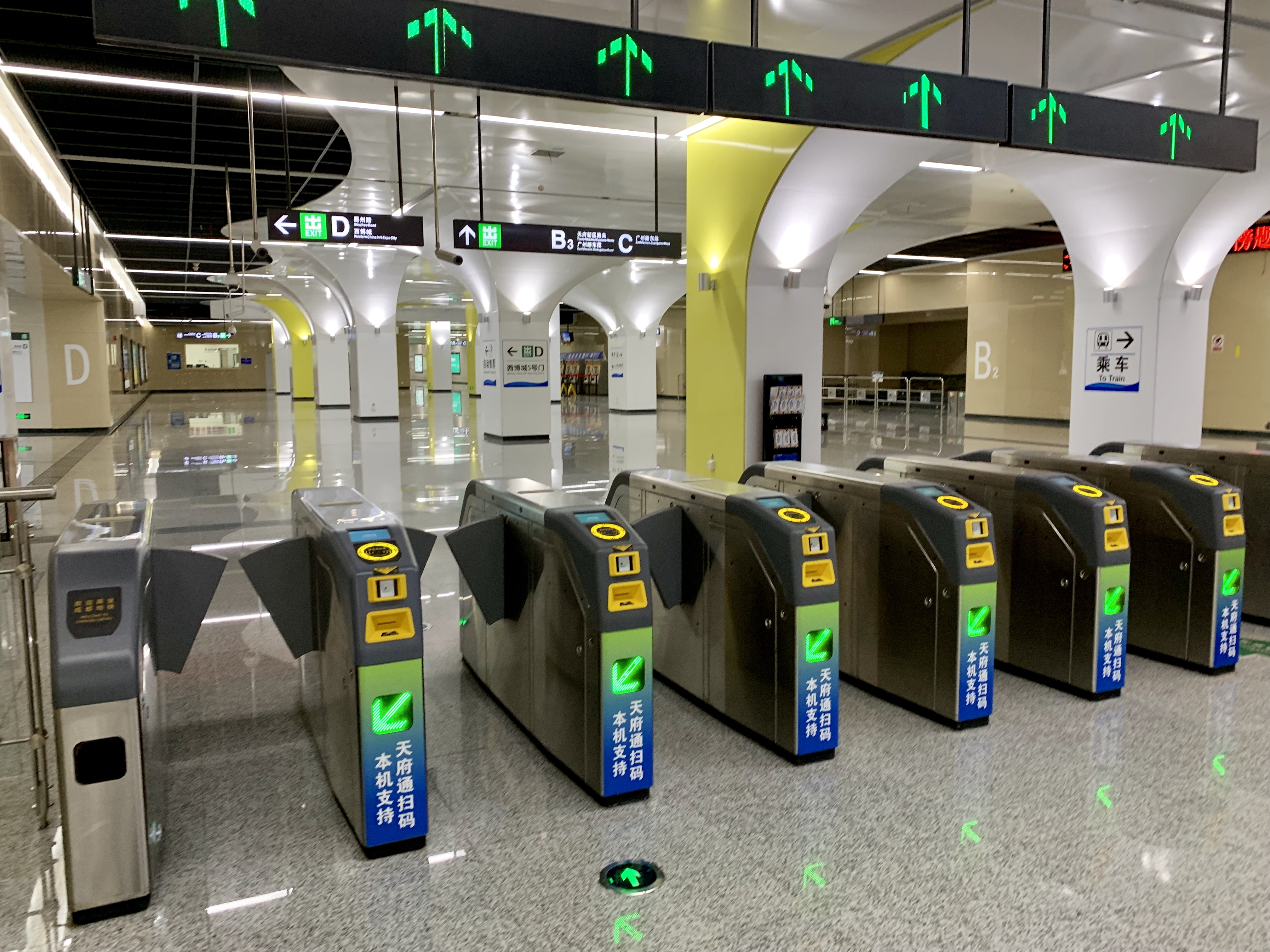
改札口
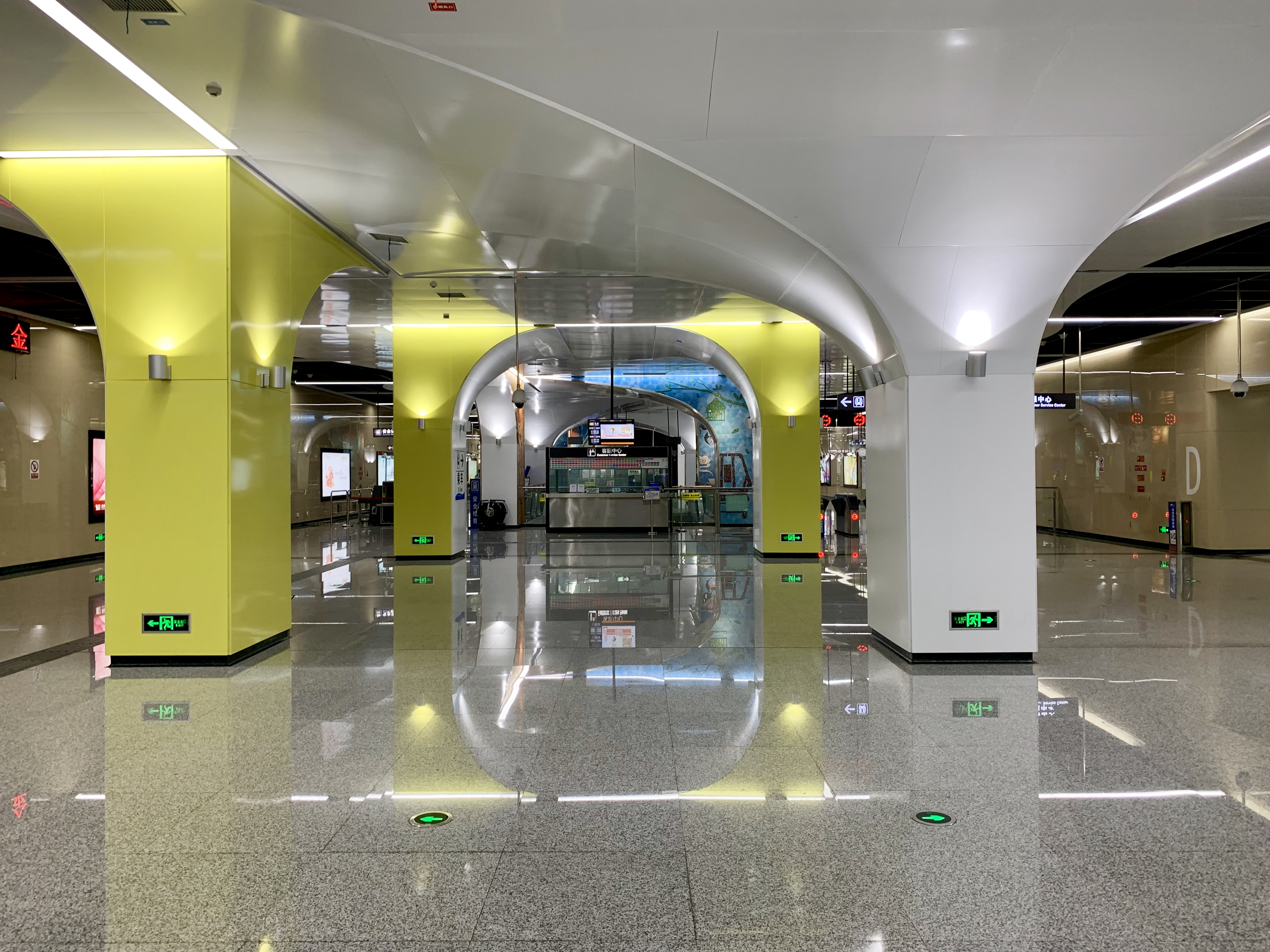
コンコース全景
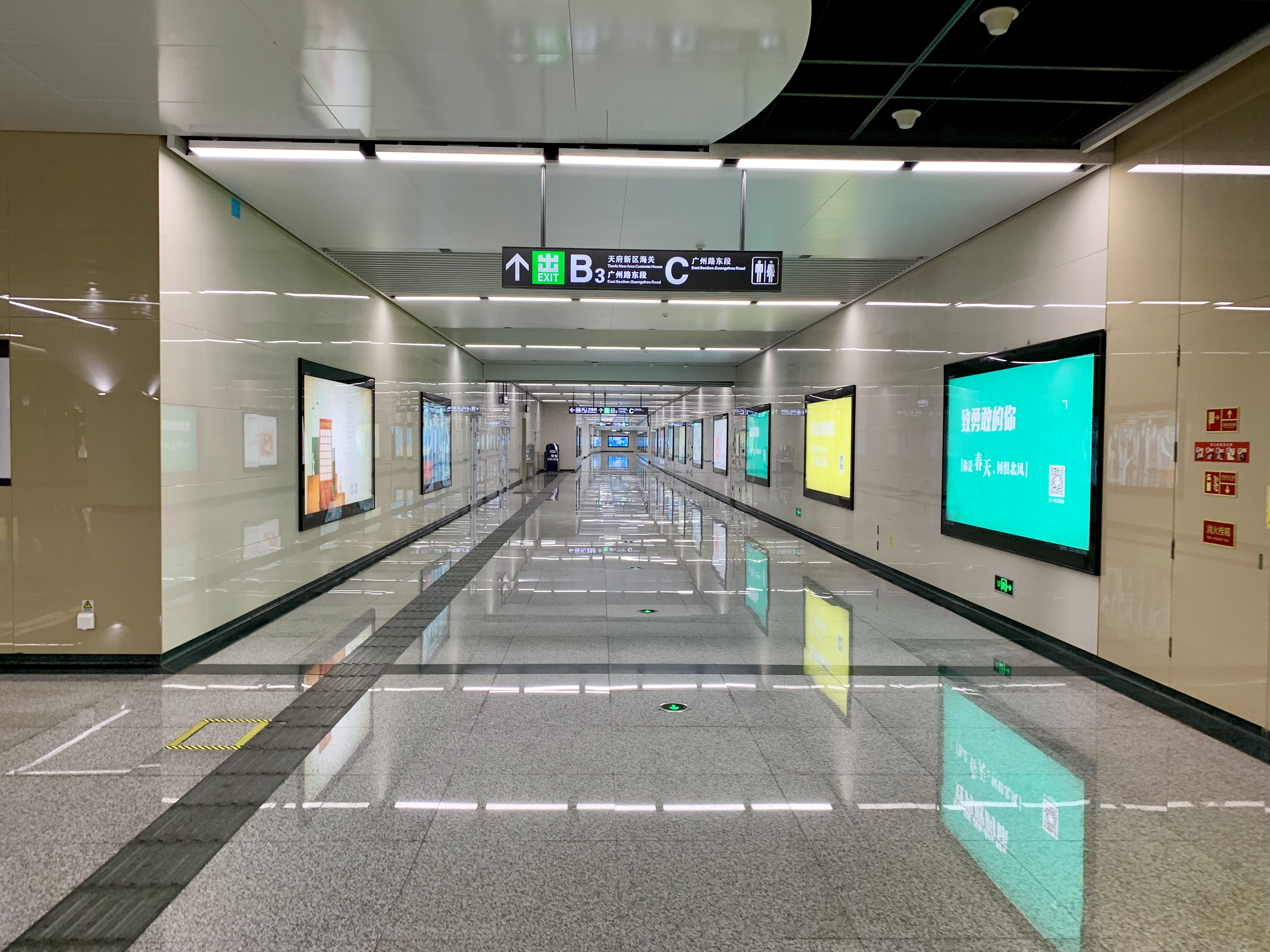
駅出口通路

## 出入口

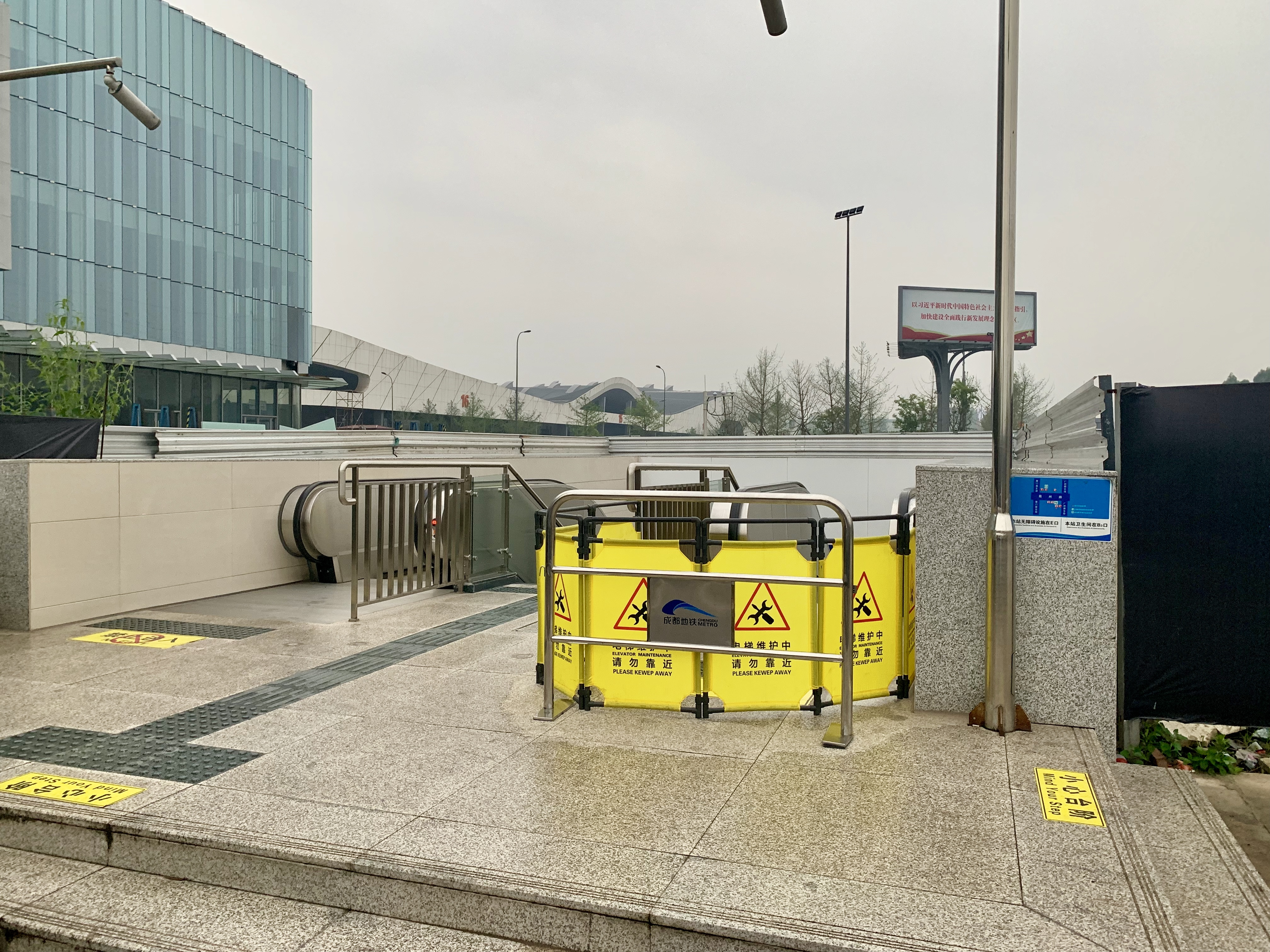
B3出入口

この駅には4つの出入口がある。
|                                        |      |            |                         |
| 出口番号                               | 施設 | 場所       | 周辺                    |
| 出口 · C                               |      | 广州路     | 鹿渓河生態区            |
| 出口 · D                               |      | 蜀州路     | 中国西部国際博覧城5号門 |
| 出口 · E                               |      | 蜀州路     | 中国西部国際博覧城4号門 |
| 出口 · F                               |      | 厦門路东段 | 中国西部国際博覧城4号門 |
| 表注：エレベーター、車椅子対応、トイレ |      |            |                         |

## 隣の駅
■1号線
西博城駅0130 - 広州路駅0131 - 興隆湖駅0132